# Grongs kommun
Grongs kommun (norska: Grong kommune) är en kommun i Trøndelag fylke i mellersta Norge. Den ligger längs Europaväg 6, cirka 200 kilometer norr om Trondheim. Kommunens centralort är tätorten Grong. Antal invånare i kommunens är cirka 2 300. Genom kommunen rinner älven Namsen som är en välkänd laxälv. 

## Administrativ historik
Grongs kommun bildades på 1830-talet, samtidigt med flertalet andra norska kommuner. 1901 delades Grongs kommun och Høylandets kommun bildades. 1923 delades kommunen och Røyrviks, Namsskogans och Harrans kommuner bildades. 1964 slogs Harrans och Grongs kommuner ihop igen.

## Kommunvapen
Kommunvapnet har tre gröna trianglar placerade ovanpå varandra, vilket symboliserar en gran, något som det finns gott om i kommunen. 

## Näringsliv
Näringslivet i Grongs kommun består främst av jordbruk och skogsbruk där ca: 12 % av yrkesbefolkningen är sysselsatt inom detta (2001). Jordbruken är relativt stora där 69% är över 100 tunnland. Det odlas mest korn men även en betydande mjölkproduktion. Varje år avverkas det ca: 27 000 m³ virke, främst gran.
Kommunen har stor tillväxt inom turismen främst laxfiske, naturbaserad turism samt vinterturism. Grong är även regionsceter för inre namdal med en betydande verksamhet inom handel och tjänster.

## Tätorter
I Grongs kommun finns en tätort:
- Grong (centralort)

Orten Bergsmo (Bergsmoen) har tidigare räknats som en tätort men uppfyller inte längre kriterierna.

## Socknar
Inom Norska kyrkan motsvaras Grongs kommun av Grongs socken i Namdals prosteri i Nidaros stift.

## Bilder

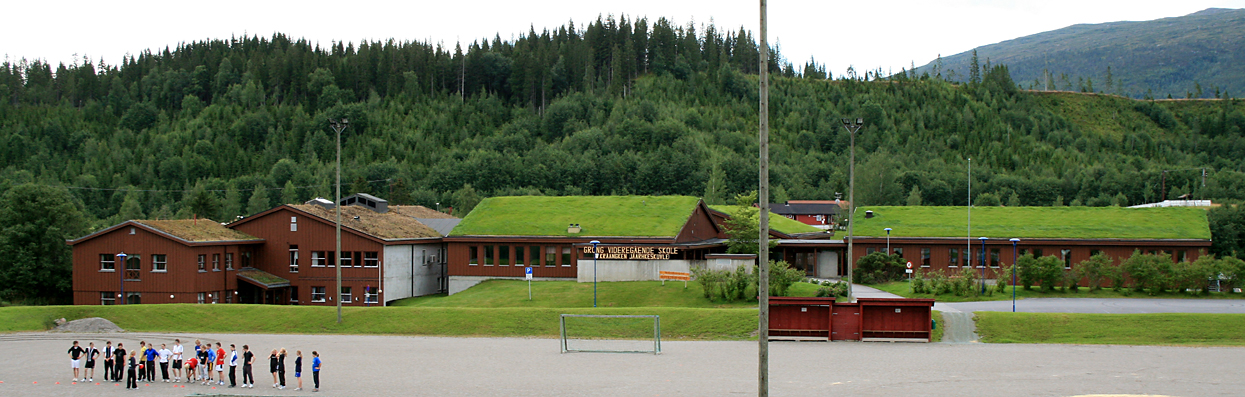
Grongs gymnasieskola.
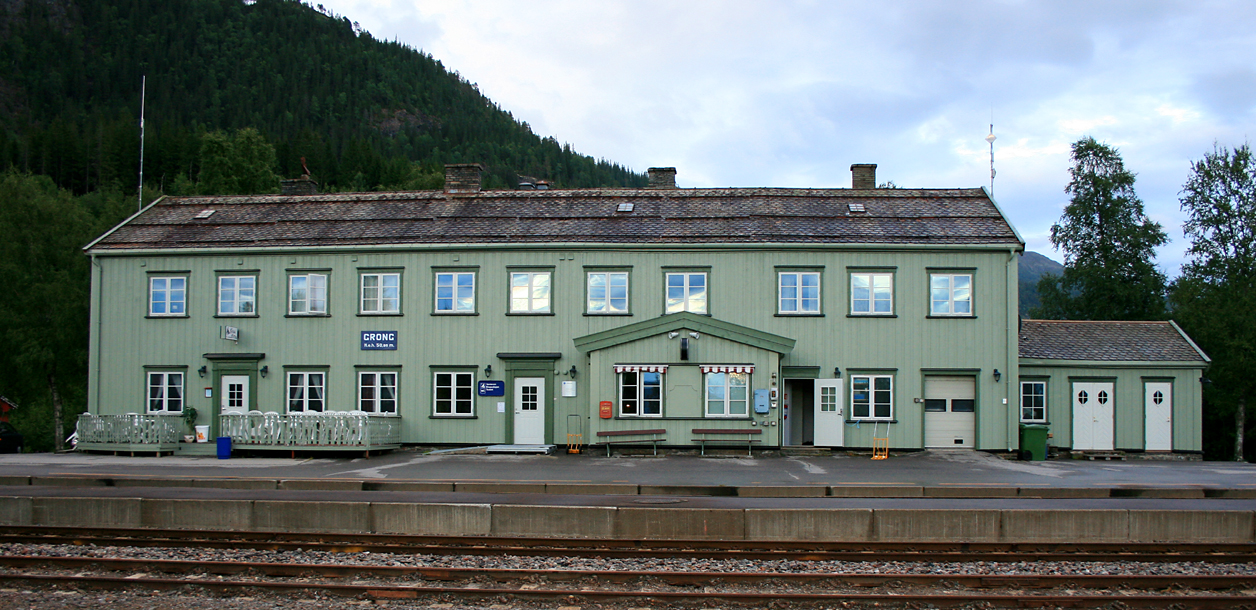
Grongs järnvägsstation.